# Roteberg
Roteberg este o localitate în partea de est a Suediei, în regiunea Gävleborg (Hälsingland). Aparține de comuna Ovanåker.

## Demografie
| \| Evoluția demografică a zonei urbane Roteberg, 1970–2015 \| Evoluția demografică a zonei urbane Roteberg, 1970–2015 \| Evoluția demografică a zonei urbane Roteberg, 1970–2015 \| Evoluția demografică a zonei urbane Roteberg, 1970–2015 \| Evoluția demografică a zonei urbane Roteberg, 1970–2015 \| \| --------------------------------------------------------------------------------------- \| ------------------------------------------------------- \| ------------------------------------------------------- \| ------------------------------------------------------- \| ------------------------------------------------------- \| \| An \| \| \| Locuitori \| \| \| 1970 \| 1970 \| \| 260 \| 260 \| \| 1975 \| 1975 \| \| 254 \| 254 \| \| 1980 \| 1980 \| \| 388 \| 388 \| \| 1990 \| 1990 \| \| 434 \| 434 \| \| 1995 \| 1995 \| \| 443 \| 443 \| \| 2000 \| 2000 \| \| 411 \| 411 \| \| 2005 \| 2005 \| \| 391 \| 391 \| \| 2010 \| 2010 \| \| 393 \| 393 \| \| 2015 \| 2015 \| \| 379 \| 379 \| \| Sursa: SCB - Statistika Centralbyrån, Folkmängden per tätort. Vart femte år 1960 - 2016 \| \| \| \| \| |      |  |           |     |
| Evoluția demografică a zonei urbane Roteberg, 1970–2015 |      |  |           |     |
| An |      |  | Locuitori |     |
| 1970 | 1970 |  | 260       | 260 |
| 1975 | 1975 |  | 254       | 254 |
| 1980 | 1980 |  | 388       | 388 |
| 1990 | 1990 |  | 434       | 434 |
| 1995 | 1995 |  | 443       | 443 |
| 2000 | 2000 |  | 411       | 411 |
| 2005 | 2005 |  | 391       | 391 |
| 2010 | 2010 |  | 393       | 393 |
| 2015 | 2015 |  | 379       | 379 |
| Sursa: SCB - Statistika Centralbyrån, Folkmängden per tätort. Vart femte år 1960 - 2016 |      |  |           |     |